# Music Award Maastricht
De Music Award Maastricht is een muziekwedstrijd voor studenten van het Conservatorium Maastricht die sinds 2001 ieder jaar wordt gehouden. Het doel is een podium bieden aan jong talent en ze een steun in de rug te geven voor hun verdere carrière.
Jaarlijks wisselend wordt deze prijs toegekend aan het genre zang, viool en piano. Een vakjury kent de prijs toe en sinds 2005 wordt er ook een publieksprijs toegekend. De organisatie van de Music Award Maastricht is in handen van Rotary Maastricht in samenwerking met het Conservatorium Maastricht.
| Jaar           | Juryprijs            | Publieksprijs         |
| -------------- | -------------------- | --------------------- |
| 2001 Piano     | Que Chun Bi          | -                     |
| 2002 Zang      | Daphne Ramakers      | -                     |
| 2003 Viool     | Susanna Schael       | -                     |
| 2004 Piano     | Jung-Hee Ku          | -                     |
| 2005 Zang      | Rob Meijers          | Jae-Sop Kim           |
| 2006 Viool     | Caroline Poncelet    | Camille B. du Mares   |
| 2007 Piano     | Susanne Hardick      | Susanne Hardick       |
| 2008 Zang      | Sebastien Parotte    | Sebastien Parotte     |
| 2009 Viool     | Andrea Obiso         | Emil Lyutfaliev       |
| 2010 Piano     | Bram de Vries        | Bram de Vries         |
| 2011 Zang      | Marleen Everink      | Aline Lermytte        |
| 2012 Viool     | Meri Khojayan        | Kristina Rimkeviciute |
| 2013 Piano     | Mijong Park          | Kaspar Schonewille    |
| 2014 Zang      | Yukie Hada           | Yukie Hada            |
| 2015 Viool     | Ferdinando Trematore | Djanay Tulenove       |
| 2016 Piano     | Sofiia Raichenko     | Jiri Hruby            |
| 2017 Zang      | Fabian Homburg       | Fabian Homburg        |
| 2018 Viool     | Mimi Jung            | Grigorii Tadtaev      |
| 2019 Piano     | Simon Moller Jensen  | Florin Mantale        |
| 2022 Ensembles | TBD                  | TBD                   |